# Успение Богородично (Калъчково)
Вижте пояснителната страница за други значения на Успение Богородично.
„Успение на Пресвета Богородица“ (на македонска литературна норма: „Успение на Пресвета Богородица“) е православна църква във валандовското село Калъчково (Йосифово), югоизточната част на Северна Македония. Част е от Повардарската епархия на Македонската православна църква.
Църквата е издигната след Валандовското земетресение в 1931 година. Строена е от 1932 до 1934 година и е осветена на 8 декември 1936 година от владиката Вениамин Злетовско-струмишки. Храмът има кръстообразна форма с висока и специфична покривна конструкция, която се подпира на стълбове с капители. Камбанарията е в състава на църквата и се намира в нейния северозападен дял. Иконите на иконостаса са изработени от известния зограф Димитър Папрадишки в 1934-1936 година. Църквата не е изписана.